# Quatermass and the Pit
Quatermass and the Pit (bra: Uma Sepultura na Eternidade; prt: O Mundo das Trevas) é um filme britânico, de 1967, de terror e ficção científica, produzido pela Hammer Film, dirigido por Roy Ward Baker e roteirizado por Nigel Kneale, com música de Tristam Cary. 

## Sinopse
Um artefato alienígena é desenterrado em Londres, e este tem poderosos poderes psíquicos para afetar toda a população.

## Elenco
| Nome             | Personagem                   |
| ---------------- | ---------------------------- |
| James Donald     | Dr. Mathew Roney             |
| Andrew Keir      | Professor Bernard Quatermass |
| Barbara Shelley  | Barbara Judd                 |
| Julian Glover    | Coronel Breen                |
| Duncan Lamont    | Sladden                      |
| Bryan Marshall   | Capitão Potter               |
| Peter Copley     | Howell                       |
| Edwin Richfield  | Ministro                     |
| Grant Taylor     | Ellis - Sargento da polícia  |
| Maurice Good     | Sargento Cleghorn            |
| Robert Morris    | Jerry Watson                 |
| Sheila Steafel   | Jornalista                   |
| Hugh Futcher     | Sapador                      |
| Hugh Morton      | Jornalista idoso             |
| Thomas Heathcote | Vigário                      |
| Noel Howlett     | Bibliotecário da paróquia    |
| Hugh Manning     | Cliente do bar               |
| June Ellis       | Loura                        |
| Keith Marsh      | Johnson                      |
| James Culliford  | Cabo Gibson                  |
| Bee Duffell      | Senhorita Dobson             |
| Roger Avon       | Eletricista                  |
| Brian Peck       | Oficial técnico              |
| John Graham      | Inspetor                     |
| Charles Lamb     | Vendedor de jornais          |